# Kamenice nad Lipou
Kamenice nad Lipou là một thị trấn thuộc huyện Pelhřimov, vùng Vysočina, Cộng hòa Séc.